# Euselasiinae
Sous-famille
Les Euselasiinae sont une sous-famille de lépidoptères (papillons) de la famille des Riodinidae. 

## Liste des tribus et genres
Selon BioLib (18 mai 2019) :
- tribu Corrachiini
  - genre Corrachia Schaus, 1913
- tribu Euselasiini
  - genre Euselasia Hübner, 1819
  - genre Hades Westwood, 1851
  - genre Methone Doubleday, 1847
- tribu Stygini
  - genre Styx Staudinger, 1875

## Publication originale
- Kirby, W. F. (William Forsell), 1844-1912, A synonymic catalogue of diurnal Lepidoptera (œuvre littéraire), Inconnu, Londres, 1871, [lire en ligne].